# Janvier 2008

## Actualités du mois

### Mardi1erjanvier
- Kenya : À Eldoret, dans l'ouest du pays, l'incendie d'une église provoque la mort d'une cinquantaine de personnes qui s'y abritaient. C'est la poursuite des émeutes consécutives à l'élection présidentielle contestée du 27 décembre 2007 et qui ont déjà causé la mort de plus de deux cents personnes.
- Nations unies : Ayant définitivement renoncé au terrorisme et à son programme nucléaire militaire, le régime du colonel Mouammar Khadafi obtient un siège au Conseil de sécurité des Nations unies.
- Norvège : la convention sur le brevet européen entre en vigueur[1].
- Russie : fusion de la Bouriatie-Oust-Orda dans l'oblast d'Irkoutsk, à la suite d'un référendum tenu en 2006.
- Soudan : assassinat du diplomate américain John Granville, travaillant pour l'agence des États-Unis pour le développement international
- Sri Lanka : assassinat de Thiyagarajah Maheswaran, député UNP tamoul et ancien ministre des Affaires religieuses et culturelles hindoues.
- Suisse : Pascal Couchepin entre dans sa fonction de président de la Confédération suisse jusqu'au 31 décembre 2008.
- France : Next Made In France arrive.
- Union européenne :
  - Malte (lire maltaise) et Chypre (livre chypriote) sont les 14e et 15e États de l'Union à adopter l'euro[2].
  - La Slovénie prend la tête de la présidence de l'Union à la suite du Portugal et est le premier pays à le faire parmi ceux issus de l'élargissement de 2004.
- Venezuela : Introduction du bolívar fuerte pour combattre l'inflation.

### Mercredi2 janvier
- Économie : Le prix du pétrole atteint $100 par baril - le plus haut dans l'histoire.
- Algérie : attaque suicide à Naciria, qui aurait causé la mort de trois personnes.
- États-Unis : le prix d'un baril de pétrole brut dépasse brièvement 100$ pour la première fois au New York Mercantile Exchange
- Kenya : les deux camps opposés dans l'élection présidentielle s'accusent mutuellement de génocide.
- Sri Lanka : attentat contre un bus militaire à Colombo, tuant quatre personnes et en blessant vingt autres.

### Jeudi3 janvier
- États-Unis : caucus de l'Iowa, premier évènement électoral important dans le processus de l'élection présidentielle, remporté par le démocrate Barack Obama et le républicain Mike Huckabee ; Christopher Dodd et Joseph Biden retirent leurs candidatures.
- Turquie : L'explosion d'une voiture piégée à Diyarbakır cause la mort de 7 personnes et fait 68 blessés. L'attentat est attribué au PKK.

### Vendredi4 janvier
- Afghanistan : un Allemand d'origine afghane, Gholam Z. 41 ans, résidant à Wuppertal, est arrêté au supermarché d'un camp militaire américain de Kaboul, après avoir attiré l'attention des soldats de garde par son comportement bizarre. De nombreuses cartes téléphoniques prépayées et plusieurs devises étrangères ont été trouvées sur lui lors de la fouille.
- Venezuela : un Let L-410 vénézuélien transportant au moins 14 personnes s'écrase près de l'archipel de Los Roques.
- Paris-Dakar : l'édition 2008 du Rallye Dakar est annulée par suite de troubles islamistes en Mauritanie mettant en jeu la sécurité de la course. Désormais la course pourrait avoir lieu en Argentine et au Chili. Les détracteurs de la course font valoir que depuis 1979, trente-deux concurrents, sept journalistes, neuf enfants africains et un nombre indéterminés de spectateurs adultes (une quarantaine selon certaines estimations) ont été tués dans le cadre de cette course.

### Samedi5 janvier
- Djibouti : Élections législatives.
- France :
  - Mort de Raymond Forni, le président du conseil régional de Franche-Comté, décédé des suites d'une leucémie foudroyante.
  - Selon un sondage publié par Le Parisien-Aujourd'hui en France, la cote du Président Nicolas Sarkozy chute de 55 à 48 %.
  - Le Président Nicolas Sarkozy se rend en visite officielle en Jordanie en compagnie de sa nouvelle compagne Carla Bruni.
- Géorgie : Élection présidentielle remportée par le président sortant pro-occidental, Mikheil Saakachvili. L'opposition dénonce des irrégularités. Autres référendums sur l'OTAN et la date des élections.
- Tokelau : Élections législatives.

### Dimanche6 janvier
- Iran : Le gouvernement américain annonce que trois navires de guerre américains, patrouillant dans le détroit d'Ormuz, ont été menacés par des vedettes rapides occupées par des pasdarans (gardiens de la révolution) iraniens agissant de manière coordonnée. Les vedettes sont parties après les sommations d'usage. Il dénonce des manœuvres « provocatrices » commandées par le gouvernement iranien.

### Lundi7 janvier 2008
- Corée du Sud : incendie du 7 janvier 2008 à Icheon
- Îles Marshall : élection présidentielle

### Mardi8 janvier
- France : Le Président Nicolas Sarkozy annonce que le maïs transgénique MON-810 serait suspendu en cas de « doutes sérieux » sur son innocuité.
- États-Unis : Primaires du New Hampshire, première élection primaire en vue de la désignation des candidats à l'élection présidentielle.

### Mercredi9 janvier
- France :

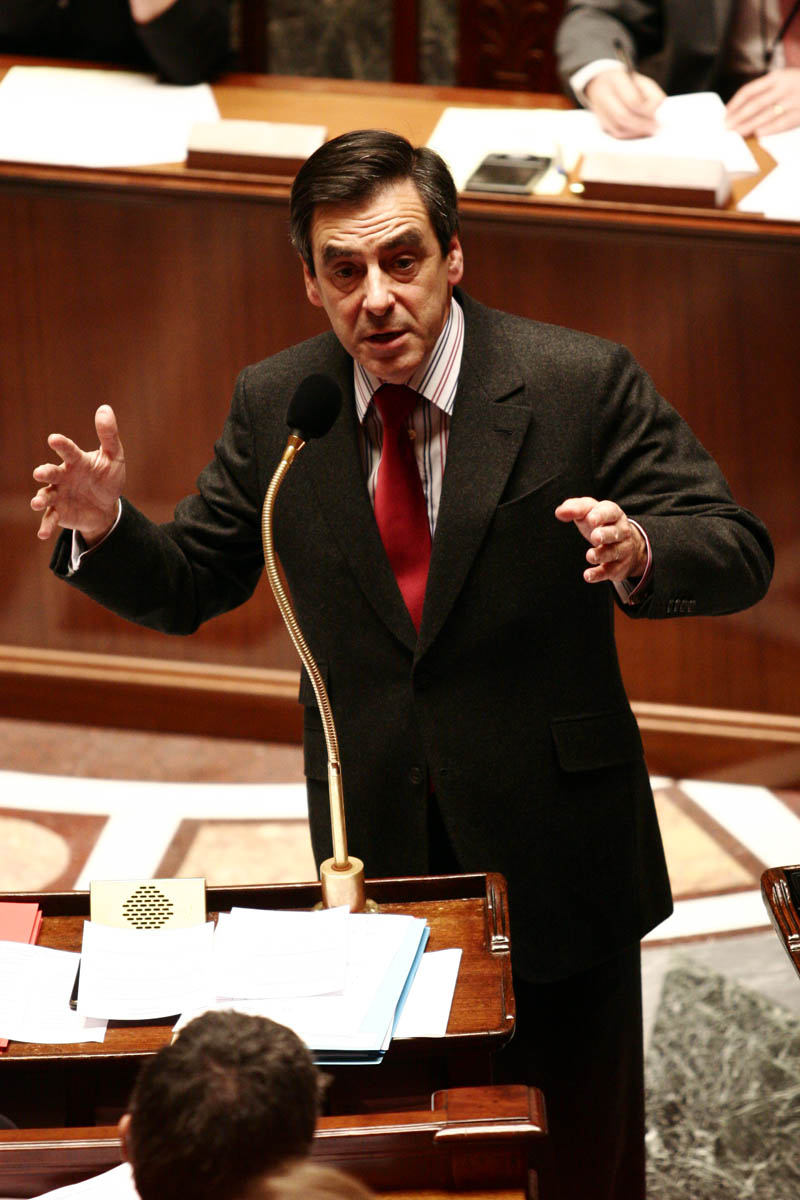
François Fillon (déc. 2007), premier ministre français

  - Le Premier ministre François Fillon, à la suite de la réception du rapport du comité d'experts, annonce la suspension du maïs transgénique MON-810.
  - Le Président de l'Assemblée nationale, Bernard Accoyer, dénonce un « procès en hérésie », estimant que le comité d'experts a mal été choisi et que son président, le sénateur Jean-François Le Grand a forcé la note. La FNSEA appelle les exploitants de la Beauce à la « désobéissance civique ». Le Premier ministre assure n'être pas l'ennemi des OGM dans son for intérieur et la ministre de la Recherche, Valérie Pécresse promet 45 millions d'euros à la recherche sur la biotechnologie médicale pour bien montrer que le gouvernement « ne diabolise pas » le transgénique.
  - L'agronome Pierre Rainelli, ancien directeur de l'INRA, estime que l'intérêt de la France n'est pas celui du « complexe agro-industriel », qu'elle ne peut pas concurrencer les productions de l'Argentine et des États-Unis et demande « des raisonnements plus économiques et plus prospectifs » et « un nouveau souffle dans les produits biologiques ».
  - Le même jour est annoncée la mise au point d'un maïs enrichi en vitamine A mais non-OGM.
- Proche-Orient : le Président George W. Bush entame une tournée de visites dans quelques pays du Proche et du Moyen-Orient, jusqu'au 16 janvier. Il fait escale en Israël, en Palestine, au Koweït, à Bahreïn, aux Émirats arabes unis, en Arabie saoudite et en Égypte.

### Jeudi10 janvier
- Californie : Le gouverneur Arnold Schwarzenegger annonce des coupes budgétaires sévères destinées à réduire le déficit de l'État.
- Colombie : Clara Rojas et l'ancien député, Consuelo González de Perdomo, otages des FARC (Forces armées révolutionnaires de Colombie) sont libérées et remis aux émissaires du Président vénézuélien Hugo Chávez. Leur libération, initialement prévue fin décembre, avait alors capoté.

### Vendredi11 janvier

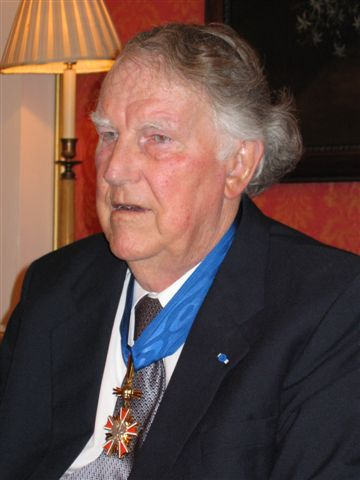
Edmund Hillary en 2004

- Nouvelle-Zélande : Mort à Auckland de Edmund Hillary (88 ans), premier vainqueur de l'Everest, le 29 mai 1953.
- Ukraine : Après la promesse de la Première ministre, Ioulia Tymochenko, de rembourser à la population les économies, datant de l'époque soviétique, gelées sur des comptes lors des derniers mois de l'ancien régime communiste, des dizaines de milliers d'épargnants se précipitent aux agences de la banque d'épargne Ochtchadbank pour obtenir leurs 1 000 hryvnias (environ 135 euros).

### Samedi12 janvier
- Liban : Élection présidentielle.
- Taïwan : Élections législatives.

### Dimanche13 janvier
- Chine - Inde : Le Premier ministre indien Manmohan Singh est en visite officielle à Pékin et signe un accord de coopération globale.
- Émirats arabes unis - Iran : À Abou Dabi, le Président George W. Bush accuse l'Iran de constituer une « menace pour la sécurité des nations » partout dans le monde et d'« être le premier parrain étatique du terrorisme ». Il appelle les pays arabes sunnites et tous les amis des États-Unis « à faire face à ce danger avant qu'il ne soit trop tard ».
- Proche-Orient - Iran : le Président Nicolas Sarkozy entame une tournée de visites, jusqu'au 15 janvier, en Arabie saoudite, au Qatar et aux Émirats arabes unis. Il appelle à accentuer les pressions sur le gouvernement iranien.
- Iran : Le directeur de l'AIEA, Mohamed el-Baradei annonce avoir conclu avec le gouvernement iranien un nouvel accord donna à ce dernier un délai supplémentaire de quatre semaines pour répondre à certaines questions sur ses activités nucléaires passées.

### Lundi14 janvier 2008
- Palestine : L'armée israélienne entame une nouvelle semaine de raids pour répondre aux tirs de roquette artisanales visant des civils israéliens en provenance du territoire de la Bande de Gaza. Ces raids causent la mort de 33 personnes alors que les tirs du Hamas n'ont tué personne du côté israélien.

### Mardi15 janvier
- Barbade : Élections législatives
- Économie - États-Unis : La première banque américaine Citigroup, plombée par la crise des subprimes, annonce pour le seul quatrième trimestre 2007, des pertes de l'ordre de 9,8 milliards de dollars. Toutes les bourses financières du monde plongent à nouveau.
- Espace : La sonde américaine MESSENGER réalise le premier de ses trois survols de Mercure, à 200 km d'altitude, afin de réduire sa vitesse et permettre une insertion orbitale en 2011.
- Émirats arabes unis : Le Président Nicolas Sarkozy annonce la signature d'un accord pour l'établissement d'une base militaire française sur le territoire d'Abou Dabi.
- États-Unis : L'acteur, producteur et scénariste américain Brad Renfro est décédé. Il avait 25 ans.
- Vatican : Le pape Benoît XVI annule la conférence sur les rapports de la raison et de la foi qu'il devait prononcer à l'université de la Sapienza.

### Mercredi16 janvier
- France :
  - Dans le cadre du procès de la marée noire de l'Erika, le groupe Total a été reconnu coupable de pollution maritime par les magistrats. L'armateur (Giuseppe Savarese), le gestionnaire du navire (Antonio Pollara) ainsi que l'organisme de certification (la Rina) ont été déclarés, quant à eux, coupables de faute caractérisée. Ils ont été condamnés solidairement à 192 millions d'euros.
  - Mort de Pierre Boussel (87 ans), dit « Lambert », fondateur en 1952 du Parti communiste internationaliste devenu le Parti des travailleurs.
- Italie : Le ministre de la Justice Clemente Mastella démissionne après avoir été mis en cause dans une affaire de trafic d'influence.
- Sri Lanka : deux attentats à la bombe à Buttala font 32 morts et 62 blessés.

### Jeudi17 janvier
- France :

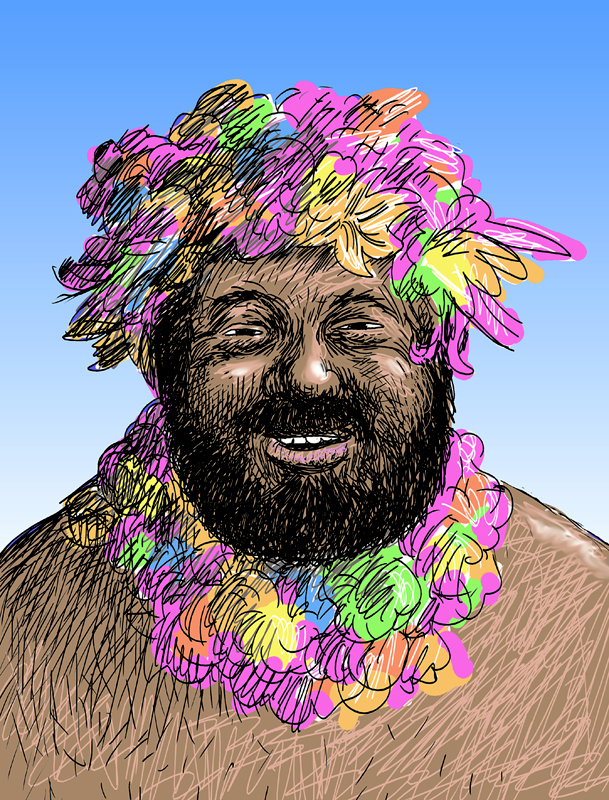
Carlos

  - Mort du chanteur Carlos né Yvan-Chrysostome Dolto.
  - Le Président Nicolas Sarkozy reçoit au Palais de l'Élysée les représentants des trois grandes religions monothéistes, ce qui rallume la polémique menée par certains médias, les organisations laïques, les milieux anticléricaux et les organisations maçonniques.

### Vendredi18 janvier
- États-Unis :
  - Les indices de la bourse de Chicago cèdent 3 % en une séance.
  - Dans le cadre de la crise des subprimes, le Président George W. Bush annonce un plan de relance budgétaire pour un montant de 145 milliards de dollars mais essentiellement fondé sur des baisses d'impôts.
- Islande : Mort du très controversé Bobby Fischer, d'origine américaine, qui fut le plus jeune maître et « le plus génial joueur d'échecs de l'histoire ». Il avait vaincu vingt grands maîtres et avait mis fin en 1972 à vingt-quatre années de domination soviétique en battant le champion Boris Spassky à Reykjavik, devenant le symbole international de la lutte victorieuse de l'Ouest sur l'Est.
- Palestine : Israël soumet la Bande de Gaza a un blocus total.

### Samedi19 janvier
- Îles Féroé : Élections législatives.

### Dimanche20 janvier
- Cuba : législatives.
- Ghana : Début de la CAN 2008 (Coupe d'Afrique des nations), au Ghana jusqu'au 10 février.
- Serbie : Premier tour de l'Élection présidentielle. Tomislav Nikolic, candidat du Parti radical serbe, arrive en tête avec 39,4 % des voix exprimées contre 35,4 % au président sortant pro-occidental, Boris Tadic.
- Vatican : Plus de deux cent mille Romains dont des milliers d'étudiants sont venus soutenir le pape Benoît XVI qui cinq jours plus tôt a dû annuler la conférence qu'il devait prononcer à l'université de la Sapienza. Il reçoit les messages de soutien du président de la République, du maire de Rome et du recteur de l'Université.

### Lundi21 janvier 2008
- Économie : « Lundi noir » sur les principales places boursières du monde.
- France : arrestation d'Avi Rebico, gérant de la société Eurocanyon et soupçonné d’être responsable d'une vaste escroquerie à la TVA d'un montant estimé proche de cent millions d'euros.
- Ghana : cérémonie d'ouverture de la Coupe d'Afrique des nations.
- Italie : les policiers découvrent dans une villa de Nuoro (centre de la Sardaigne), une Française séquestrée depuis début décembre 2007 par la secte de la Scientologie dans des conditions d'hygiènes inhumaines. Elle aurait subi des sévices[3].
- Polynésie française : Élections législatives.

### Mardi22 janvier
- Mort de l'acteur Heath Ledger âgé de 28 ans.
- Europe : La Russie met en scène le plus grand exercice naval depuis la chute d'Union soviétique dans le golfe de Gascogne, avec le porte-avions « Amiral Kuznetsov », 11 navires de soutien et 47 avions bombardier.

### Mercredi23 janvier

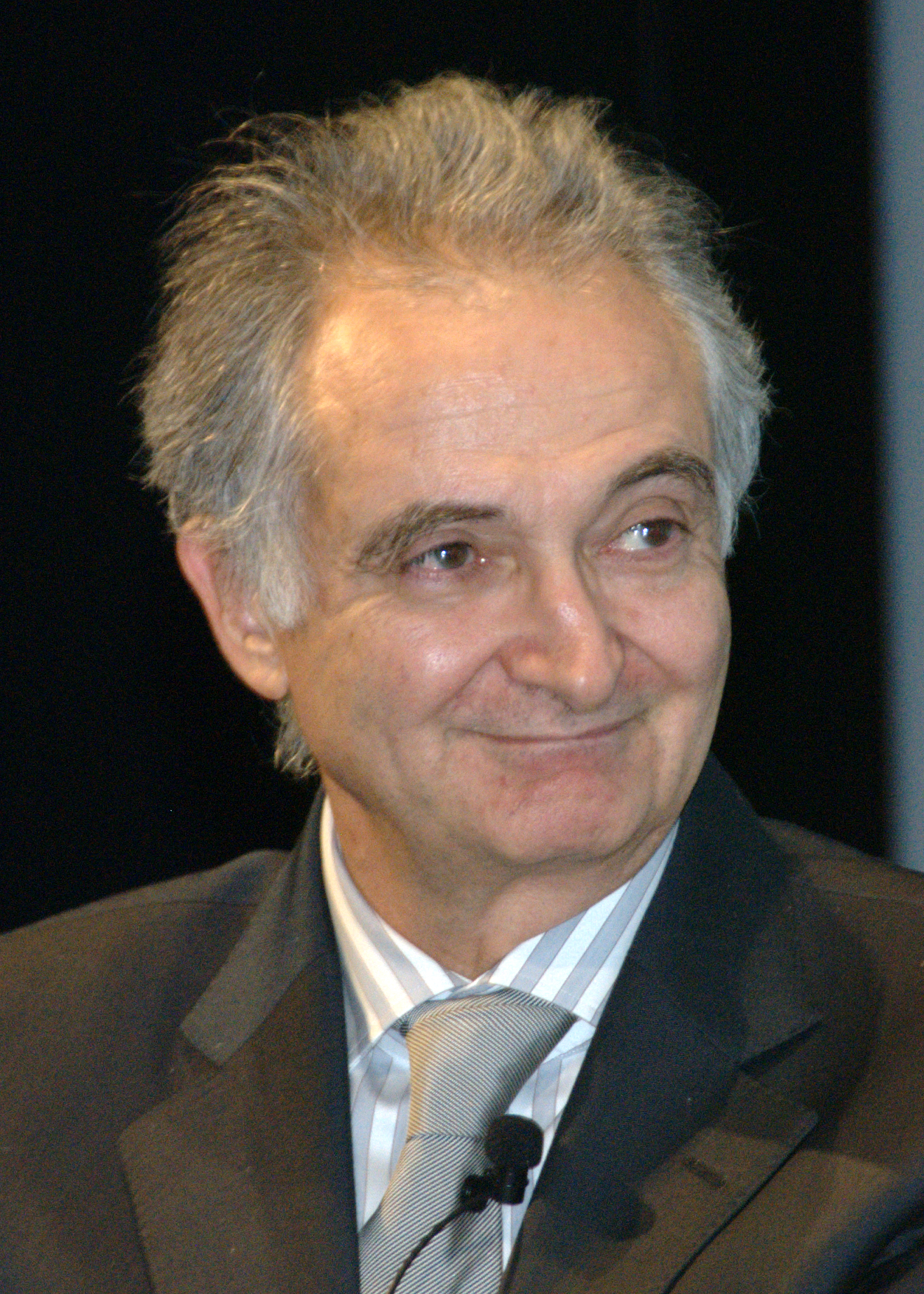
Jacques Attali

- France : Le rapport sur les 316 propositions pour « libérer la croissance » est remis par le président de la Commission, Jacques Attali, au Président Nicolas Sarkozy. Ce rapport, d'inspiration libérale, et rédigé sous la responsabilité d'un ancien socialiste dogmatique, vise à privatiser et à déréglementer tous azimuts, à instaurer une mobilité permanente de la société et une « immigration choisie » mais la plus large. Le Président Sarkozy se dit d'accord sur l'essentiel de ces propositions.
- Palestine : à la suite du blocus total de la Bande de Gaza par Israël, les miliciens du Hamas réalisent des destructions partielles du mur séparant le territoire sud de l'Égypte, ce qui permet à des dizaines de milliers de Palestiniens de se précipiter à travers les brèches du mur vers les localités égyptiennes. Le gouvernement égyptien ordonne aux boutiques de fermer afin de ne pas encourager la venue des Palestiniens et scelle militairement la région.

### Jeudi24 janvier
- France : La Société générale, une des plus importantes banques françaises, annonce une perte de 2 milliards d'euros au titre de la crise des subprimes, soit dix fois plus que les chiffres qui filtraient jusqu'à présent. Dans le même temps, le président de la banque, Daniel Bouton, rend officiellement publique, la découverte d'une « fraude exceptionnelle » gigantesque ayant entraîné un total de pertes de 4,9 milliards dû aux débouclements d'engagements pour un montant de 40 à 50 milliards d'euros. Selon Daniel Bouton, la fraude serait le fait d'un homme seul, un jeune trader nommé Jérôme Kerviel.
- Italie : Le Président du Conseil Romano Prodi démissionne après que le Sénat a refusé de lui renouveler sa confiance.
- Tennis : Le français Jo-Wilfried Tsonga, surprise de l'Open d'Australie élimine en demi-finales le numéro 2 mondial Rafael Nadal en trois sets.

### Vendredi25 janvier
- France : Dans le cadre du procès de la marée noire de l'Erika, le groupe Total fait appel sur le principe de la décision de justice le condamnant, mais en décidant de verser les dommages-intérêts pour éviter la polémique.
- Inde : Visite d'État du Président Nicolas Sarkozy, jusqu'au 26 janvier.
- Serbie : Un accord de coopération pétrolière et gazière est signé avec la Russie. La Serbie cède à Gazprom 41 % de son principal groupe pétrolier et gazier en échange du soutien de la Russie à sa position contre l'indépendance du Kosovo. Grâce à cet accord, la Serbie devient un élément clé des livraisons de gaz russe vers l'Europe du Sud.

### Samedi26 janvier
- États-Unis : Mort du fils aîné de Marlon Brando, Christian Brando, âgé de 49 ans. Il était hospitalisé en soins intensifs dans un hôpital de Los Angeles depuis le 11 janvier pour une double pneumonie.
- Palestine : Mort à Amman en Jordanie, du Docteur Georges Habache (81 ans), fondateur du Front populaire pour la libération de la Palestine (FPLP).

### Dimanche27 janvier

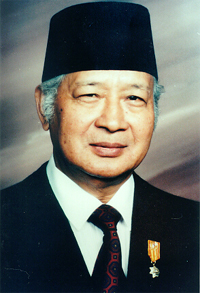
Soeharto

- Indonésie : Mort de Mohammed Suharto (86 ans), président de l’Indonésie de 1967 à 1998.
- Tennis: Novak Djokovic, le numéro 3 mondial serbe gagne l'Open d'Australie en battant le français Jo-Wilfried Tsonga en finale.
- Sport : Royal Rumble 2008

### Lundi28 janvier 2008
- Canada : Vincent Lacroix, l'auteur du scandale des fonds Norbourg est condamné à 17 ans de prison et 255 000 dollars d'amende.
- États-Unis : Le Président George W. Bush, dans le discours annuel sur l'état de l'Union, assure que « les Américains peuvent avoir confiance » dans « leur économie ».
- Kosovo : Réunion des ministres des Affaires étrangères dont le plan est d'envoyer sur place « 1 800 policiers et juristes européens » pour aider à l'émergence d'un État musulman et albanophone.

### Mardi29 janvier
- Floride : Les primaires sont emportées par Hillary Clinton chez les démocrates et par John McCain chez les républicains.
- France : Mort du comédien Philippe Khorsand.

### Mercredi30 janvier

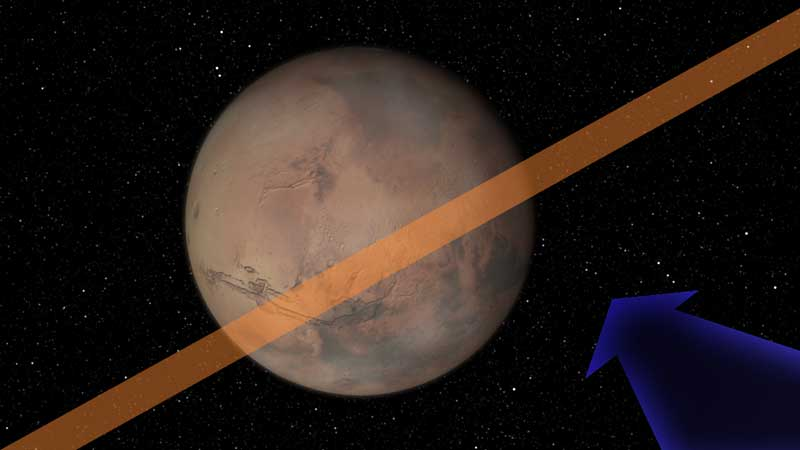
Mars et l’astéroïde

- Espace : Possible impact de l'astéroïde 2007 WD5 avec Mars (1 chance sur 25)[4] ; probabilité réévaluée à 1 sur 10 000, cf. 2007 WD5.

### Jeudi31 janvier
- Kenya : Les émeutes consécutives à l'élection présidentielle contestée du 27 décembre 2007 ont causé la mort de plus de mille personnes et 250 000 personnes déplacées.

### Dates à préciser
Algérie : Un prêtre français du diocèse d'Oran, le père Pierre Wallez est condamné à deux ans de prison, dont un an avec sursis, pour avoir régulièrement célébré la messe pour des chrétiens subsahariens de la région de Maghnia près de la frontière marocaine, et pour s'être signé publiquement en priant avec des migrants camerounais. Un médecin algérien qui l'accompagnait pour distribuer des médicaments a aussi été condamné à deux de prison ferme. Ces deux condamnations sont prises sur la base de l'ordonnance présidentielle du 28 février 2006 dans le but d'encadrer strictement la pratique des cultes non-musulmans.

## Fêtes
- 1er janvier :
  - Jour de l'an - Jour de la Libération de Cuba - Fête de l'indépendance d'Haïti - Fête nationale du Soudan.
- 4 janvier : Fête nationale de l'Australie - Fête de l'indépendance de la Birmanie.
- 7 janvier : Noël orthodoxe.
- 14 janvier : Nouvel an orthodoxe.
- 26 janvier : Jour de la République de l'Inde.
- 31 janvier : Fête de l'indépendance de Nauru.

## Décès
Mort de Heath Ledger.